# Погорелово (Чухломский район)
Погорелово — деревня в Чухломском муниципальном районе Костромской области. Входит в состав Повалихинского сельского поселения

## География
Находится в северной части Костромской области на расстоянии приблизительно 25 км на восток-северо-восток по прямой от города Чухлома, административного центра района.

## История
Фигурирует на карте 1816 года. В 1872 году здесь было учтено 29 дворов, в 1907 году — 44.

## Население
Постоянное население составляло 193 человека (1872 год), 213 (1897), 238 (1907), 0 как в 2002 году, так и в 2022.